# Naissance en 1986
Naissance
- 1982
- 1983
- 1984
- 1985
- 1986
- 1987
- 1988
- 1989
- 1990

Les naissances en 1986 concernent les personnalités nées entre le 1er janvier et le 31 décembre 1986.

## Janvier
- 1er janvier : Lee Sung-min, auteur-compositeur-interprète et acteur sud-coréen, membre du groupe Super Junior.
- 2 janvier : Ediz Bahtiyaroğlu, footballeur turc d'origine bosniaque († 5 septembre 2012).
- 5 janvier : Deepika Padukone, actrice et mannequin indienne.
- 6 janvier : Alex Turner, guitariste et chanteur du groupe anglais Arctic Monkeys.
- 8 janvier :
  - David Silva, footballeur espagnol.
  - Maria Ozawa, actrice pornographique nippo-canadienne.
  - Peng Shuai, joueuse de tennis chinoise.
  - Joseph Chedid, chanteur et musicien français.
  - Seo Su-yeon, pongiste sud-coréenne
- 9 janvier : Florent Gibouin, joueur de rugby à XV français.
- 10 janvier :
  - Ayanna Dyette, joueuse de volley-ball trinidadienne († 1er juillet 2018).
  - Elisabetta Mijno, archère italienne.
- 13 janvier :
  - Yulia MacLean, chanteuse russe.
  - Jessy Moulin, footballeur français.
  - Joannie Rochette, patineuse artistique québécoise.
- 14 janvier : Yohan Cabaye, footballeur français.
- 17 janvier : Max Adler, acteur américain.
- 19 janvier :
  - Claudio Marchisio, footballeur italien.
  - Moussa Sow, footballeur sénégalais.
- 22 janvier : Elena Pautova, athlète handisport russe.
- 23 janvier : 
  - Pablo Andújar, joueur de tennis espagnol.
  - Michael Stevens, vidéaste et vulgarisateur scientifique américain.
- 24 janvier
  - Mischa Barton, actrice britannique.
  - Ricky Ullman, acteur américain.
- 25 janvier :
  - Feis, de son vrai nom Faisal Mssyeh, rappeur néerlandais d'origine marocaine († 1er janvier 2019).
  - Raha Moharrak, première saoudienne à avoir gravit l'Everest.
- 26 janvier : Kim Jaejoong, auteur-compositeur-interprète, chanteur et danseur sud-coréen membre du groupe TVXQ et JYJ.
- 28 janvier : Miguel Uribe Turbay, avocat colombien († 10 août 2025).
- 29 janvier : Elena Turysheva, fondeuse russe.
- 30 janvier : Jordan Carver, mannequin allemande.

## Février
- 4 février : Duangnapa Sritala, footballeuse thaïlandaise.
- 5 février : Min Hyo-rin, actrice, mannequin et chanteuse sud-coréenne.
- 6 février : Yunho (ou U-Know), chanteur et danseur sud-coréen, membre du groupe TVXQ.
- 9 février : Choi Jin-hyuk, acteur sud-coréen.
- 10 février :
  - Nahuel Guzmán, footballeur argentin.
  - Radamel Falcao, footballeur colombien.
- 11 février :
  - Divinity Love, actrice pornographique tchèque.
  - Sheryl James, athlète handisport sud-africaine.
- 14 février :
  - Djamel Abdoun, footballeur algérien.
  - Olaitan Ibrahim, haltérophile nigériane.
  - Anootsara Maijarern (en), footballeuse thaïlandaise.
- 15 février : Amber Riley, chanteuse et actrice américaine.
- 16 février : Josje Huisman, chanteuse, danseuse, actrice et présentatrice néerlandaise.
- 17 février :
  - Chiara Boggiatto, nageuse italienne.
  - Sanna Lüdi, skieuse acrobatique suisse.
  - Claire Mougel, athlète française.
  - Steven Old, footballeur néo-zélandais.
  - Nathan Roberts, joueur de volley-ball australien.
  - Josephine Terlecki, athlète allemande.
- 19 février :
  - Kyle Chipchura, hockeyeur canadien.
  - Marta, footballeuse brésilienne.
  - Jayde Nicole, actrice américaine.
- 21 février :
  - Charlotte Church, soprano galloise.
  - Carmen Moore, actrice pornographique américaine († 28 août 2018).
- 23 février : Kazuya Kamenashi, chanteur, acteur et danseur japonais.
- 25 février :
  - Justin Berfield, acteur américain.
  - James et Oliver Phelps, acteurs britanniques.
- 26 février : Leila Lopes, reine de beauté angolaise, élue Miss Univers 2011.
- 28 février : Olivia Palermo, actrice et mannequin américaine.

## Mars
- 1er mars :
  - José Carvallo, footballeur péruvien.
  - Cheng Chu Sian, archer malaisien.
  - Big E, catcheur américain.
  - Ayumu Goromaru, joueur de rugby a XV japonais.
  - Sylwia Jaśkowiec, fondeuse polonaise.
  - Radosław Marcinkiewicz, lutteur polonais.
  - Camilo Miettinen, joueur de hockey sur glace finlandais.
  - Mickaël Molina, rameur d'aviron français
  - Glenn Ochal, rameur d'aviron américain.
  - Vineta Sareika, violoniste lettone.
  - Jonathan Spector, footballeur américain.
  - Maryna Zakhozha, volleyeuse ukrainienne.
  - Fabrizio Zambrella, footballeur suisse.
- 2 mars :
  - Michal Birner, joueur de hockey sur glace tchèque.
  - Manuele Caddeo, coureur cycliste italien
  - Babacar M'Baye Gueye, footballeur sénégalais
  - Gry Tofte Ims, footballeuse norvégienne.
  - Petr Jiráček, footballeur tchèque.
  - Sonja Kinski, mannequin américaine.
  - Grzegorz Kosok, joueur de volley-ball polonais.
  - Aline Lahoud, actrice et chanteuse libanaise.
  - Dzmitry Miltchakow, joueur de hockey sur glace bulgare.
  - Jennifer Oster, footballeuse allemande.
  - Grégory Parriel, joueur de rugby à XV français.
  - Ethan Peck, acteur américain.
  - Luis Pulido, coureur cycliste mexicain.
  - Divij Sharan, joueur de tennis indien.
  - Jason Smith, basketteur américain.
- 3 mars :
  - Arnau Blazquez, joueur de rink hockey espagnol.
  - Eric Farris, joueur de baseball américain.
  - Brett Festerling, joueur de hockey sur glace américain.
  - Alissa Gomis, handballeuse française.
  - Fauve Hautot, danseuse française.
  - Pauline Macabies, skieuse française.
  - Alizé Meurisse, écrivain française.
  - Florian Marange, footballeur français.
  - Mohsine Moutouali, footballeur marocain.
  - Issama Mpeko, footballeur congolais.
  - Sello Muso, footballeur lesothan.
  - Nath, chanteur français.
  - Pablo Nicomedes, acteur français.
  - Wes O'Neill, joueur de hockey sur glace américain.
  - Stacie Orrico, chanteuse et actrice américaine.
  - Jérôme Quériaud, guitariste français.
  - Paulo Ricardo, footballeur portugais.
  - Antonis Rikka, footballeur grec.
  - Edwin Soi, athlète kenyan.
  - Patrick Steuerwald, joueur allemand de volley-ball.
  - Mehmet Topal, footballeur turc.
- 4 mars :
  - Alexis Bœuf, biathlète français.
  - Dalton Castle, catcheur américain.
  - Amanda Collin, actrice danoise.
  - Annalisa Cucinotta, coureuse cycliste italienne.
  - Tom De Mul, footballeur belge.
  - Audrey Esparza, actrice américaine.
  - Lewis Evans, chanteur franco-britannique.
  - Campbell Grayson, joueur de squash néo-zélandais.
  - Margo Harshman, actrice américaine.
  - Cyrille Heymans, cycliste luxembourgeois.
  - Justin Keller, joueur de hockey sur glace canadien.
  - Mike Krieger, entrepreneur brésilien origine d'américain.
  - Srdjan Luchin, footballeur roumain.
  - Yuka Masaki, chanteuse japonaise.
  - Thomas Mesnier, homme politique français.
  - Johnny Monell, receveur de baseball américain.
  - Michael Olsson, coureur cycliste suédois.
  - Park Min-young, actrice et mannequin sud-coréenne.
  - Pedro Quiñónez, footballeur équatorien.
  - Christoph Schweizer, coureur cycliste allemand.
  - Bohdan Shust, footballeur ukrainien.
  - Manu Vatuvei, joueur de rugby.
  - Pablo Zeballos, footballeur paraguayen.
- 5 mars :
  - Alexandre Barthe, footballeur français.
  - Eugen Bauder, acteur allemand.
  - Corey Brewer, joueur de basket-ball américain.
  - Mikel Dañobeitia, footballeur vénézuélien.
  - Hikairo Forbes, joueur de rugby.
  - Robert Förstemann, cycliste sur piste allemand.
  - Matthew Fryatt, footballeur anglais.
  - Jason Fuchs, acteur américain.
  - Walid Hichri, footballeur tunisien.
  - Michel Ipouck, ex-basket-balleur franco-camerounais.
  - Dominique McElligott, actrice irlandaise.
  - Mika Newton, chanteuse ukrainienne.
  - Antony Robic, footballeur français.
  - Stéphane Tempier, VTT français.
  - Ellen Whitaker, cavalier britannique.
- 6 mars :
  - Paul Aguilar, footballeur mexicain.
  - Jake Arrieta, joueur de baseball américain.
  - Prince Asubonteng, footballeur belge.
  - Loek Beernink, actrice et chanteuse néerlandaise.
  - Alex Berry, hockeyeur sur glace canadien.
  - Francisco Cervelli, joueur de baseball américano-vénézuélien.
  - Ross Detwiler, joueur de baseball américain.
  - Anthony Gonçalves, footballeur français.
  - Tim Janssen, footballeur néerlandais.
  - Chris Mueller, hockeyeur britannique.
  - Charlie Mulgrew, footballeur écossais.
  - Nahuel Pérez Biscayart, acteur argentin.
  - Nick Thoman, nageur américain.
- 7 mars :
  - Hikari Hino, actrice pornographique japonaise.
  - Rinat Ibraguimov, hockeyeur sur glace russe.
  - Pavel Kochetkov, coureur cycliste russe.
  - Tywain McKee, joueur de basket-ball américain.
  - Jeremy Pargo, joueur de basket-ball américain.
  - Elshod Rasulov, boxeur ouzbek.
- 8 mars :
  - Hisashi Aizawa, joueur de volley-ball japonais.
  - Maria Borodakova, joueuse de volley-ball russe.
  - Aurélien Collin, footballeur français.
  - Chad Gable, catcheur américain.
  - Steffen Hagen, footballeur norvégien.
  - Lassad Nouioui, footballeur tunisien.
  - Cédric Ouanekponé, médecin centrafricain.
  - Damien Perquis, footballeur français.
  - Chris Van der Drift, pilote automobile néo-zélandais.
- 9 mars : 
  - Hossam Ashour, footballeur égyptien.
  - Damien Brunner, joueur de hockey sur glace suisse.
  - Clément Lhotellerie, coureur cycliste français.
  - Patrick Mbeu, footballeur rwandais.
  - Vítor Rodrigues, coureur cycliste portugais.
  - Kentaro Seki, footballeur japonais.
  - Svetlana Shkolina, athlète russe.
  - Brittany Snow, actrice américaine.
  - Hunter Moore, Webmestre américain.
- 10 mars : Sergueï Chirokov, joueur de hockey sur glace russe.
- 11 mars :
  - Tom Clarke, chanteur britannique
  - Linda Marlen Runge, actrice allemande.
  - Mariko Shinoda, chanteuse, actrice et idole japonaise.
  - Benjamín Urdapilleta, joueur de rugby argentin.
- 12 mars : 
  - Danny Jones, chanteur et guitariste du groupe anglais McFly.
  - Ben Offereins, athlète australien.
  - František Rajtoral, footballeur tchèque († 23 avril 2017).
  - Mona Seif, activiste égyptienne.
- 13 mars :
  - Abdulmalek Al-Khaibri, footballeur saoudien.
  - Andreja Klepač, joueuse de tennis slovène.
- 14 mars : Jamie Bell, acteur britannique.
- 15 mars : 
  - Jai Courtney, acteur australien.
  - Jakob Orlov, footballeur suédois.
  - Carlos Rivera, chanteur mexicain.
  - Sujirat Pookkham, joueuse de badminton thaïlandaise.
- 16 mars : 
  - Alexandra Daddario, actrice américaine.
  - Toney Douglas, basketteur américain.
  - Daisuke Takahashi, patineur artistique japonais.
- 17 mars : 
  - Mikaël Cherel, coureur cycliste français.
  - Olesya Rulin, actrice russe.
- 20 mars :
  - Dean Geyer, acteur américain.
  - Ruby Rose, actrice américaine.
- 21 mars :
  - Romanós Alyfantís, nageur grec.
  - Scott Eastwood, acteur américain.
  - Kerry-Lee Harrington, joueuse de badminton sud-africaine.
  - Nikoléta Kiriakopoúlou, athlète grecque.
  - Carlos Monasterios, joueur de baseball vénézuélien.
  - Oshin Sahakian, joueur de basket-ball iranien.
  - Linda Züblin, athlète suisse.
- 22 mars : Boram, chanteuse sud-coréenne (T-ara).
- 24 mars : Lucie Lucas, actrice française.
- 27 mars : 
  - Manuel Neuer, footballeur allemand
  - Doria Tillier, actrice et scénariste française.
  - Monica Vera, actrice pornographique espagnole.
- 28 mars : 
  - Lady Gaga, chanteuse américaine.
  - Young Scooter, rappeur et chanteur américain († 28 mars 2025).
- 30 mars : Sergio Ramos, footballeur espagnol.

## Avril
- 1er avril :
  - Dejan Borovnjak (Дејан Боровњак), basketteur serbe.
  - Marianne Kaufmann-Abderhalden, skieuse alpine suisse.
  - Yurika Nakamura, athlète japonaise.
  - Hillary Scott, chanteuse américaine.
  - Ireen Wüst, patineuse de vitesse néerlandaise.
- 2 avril :
  - Ibrahim Afellay, footballeur néerlandais.
  - Drew Van Acker, acteur et mannequin américain.
- 3 avril : 
  - Amanda Bynes, actrice américaine.
  - Olivier Rousteing, couturier français, directeur artistique de Balmain
- 4 avril :
  - Eunhyuk, danseur et chanteur sud-coréen, membre du groupe Super Junior
  - Labinot Harbuzi, footballeur suédois († 11 octobre 2018).
- 5 avril :
  - Anzor Boltukayev, lutteur russe.
  - Wuta Dombaxe, handballeuse angolaise.
  - Kenichi Hayakawa, joueur de badminton japonais.
  - Róbert Kasza, pentathlonien moderne hongrois.
  - Ri Song-chol, patineur artistique nord-coréen.
  - Camélia Sahnoune, athlète algérienne.
  - Albert Selimov, boxeur russe naturalisé azerbaïdjanais.
- 6 avril : Valérie Hayer, femme politique française.
- 9 avril : Leighton Meester, actrice, chanteuse et mannequin américaine.
- 10 avril : Hayley Westenra, soprano néo-zélandaise.
- 12 avril : Marcel Granollers, joueur de tennis espagnol.
- 18 avril : Denice Klarskov, actrice pornographique danoise.
- 19 avril :
  - Xiao Cuijuan, haltérophile chinoise.
  - Candace Parker, basketteuse américaine.
  - Karlee Perez, catcheuse américaine.
- 21 avril : Isabelle Yacoubou, basketteuse française.
- 22 avril : Amber Heard, actrice américaine.
- 23 avril :
  - Alberto Aguilar, matador espagnol.
  - Sven Kramer, patineur de vitesse néerlandais.
- 27 avril : Jenna Coleman, actrice anglaise.
- 28 avril : Jenna Ushkowitz, actrice et chanteuse américaine.
- 29 avril : 
  - Tommy Ramos, gymnaste portoricain.
  - Wily Mignon, Chanteur beninois († 4 février 2025).
- 30 avril : Dianna Agron, actrice et chanteuse américaine.

## Mai
- 1er mai : Thomas Dermine, homme politique belge.
- 5 mai : Okawa Shaznay, actrice et réalisatrice camerounaise.
- 6 mai : Gims, rappeur chanteur français du groupe Sexion d'assaut.
- 11 mai : Abou Diaby, footballeur français.
- 12 mai : Niklas Olausson, joueur de hockey sur glace suédois.
- 13 mai :
  - Robert Pattinson, acteur, chanteur et mannequin anglais.
  - Alexander Rybak, chanteur norvégien.
- 15 mai:
  - Anaïs Delva, chanteuse et actrice française
- 16 mai :
  - Megan Fox, actrice américaine.
  - Drew Roy, acteur américain.
- 17 mai
  - Tahj Mowry, acteur américain de télévision, également chanteur.
  - Jodie Taylor, footballeuse britannique.
- 21 mai :
  - Priscilla Gagné, judokate handisport canadienne.
  - Park Sojin, chanteuse sud-coréenne membre du groupe Girl's Day.
  - Sarah Gibson, compositrice américaine († 14 juillet 2024).
- 29 mai : Noh Min-woo, acteur et musicien sud-coréen.
- 30 mai : Daouda Coulibaly, journaliste-blogueur ivoirien.
- 31 mai : Waka Flocka Flame, rappeur américain.

## Juin
- 1er juin : 
  - Skream, disc jockey britannique.
  - Kristin Kasperski, joueuse de volley-ball allemande.
  - Maida Andrenacci, actrice argentine.
  - Lee Jang-woo, chanteur et acteur sud-coréen.
  - Edu Obasi, footballeur nigérian.
  - Dayana Mendoza, mannequin vénézuélienne.
  - Kiel Reijnen, coureur cycliste américain.
- 2 juin : 
  - Marta Jeschke, sprinteuse polonaise.
  - Gian-Andrea Randegger, joueur de hockey sur glace suisse.
  - Franck Dja Djédjé, footballeur ivoirien.
  - Chris Martin, lanceur de relève américain.
  - Todd Carney, joueur de rugby australien.
- 3 juin : 
  - Giles Coke, footballeur anglais.
  - Jordan Crane, joueur de rugby anglais.
  - Al Horford, joueur de basket-ball américain.
  - Eugene Laverty, pilote de moto britannique.
  - Zach Lutz, joueur de baseball américain.
  - Josh Segarra, acteur américain.
  - Filip Ude, gymnaste croate.
  - Adrián Vallés, pilote automobile espagnol.
  - Sam Van Rossom, joueur de basket-ball belge.
  - Rafael Nadal, joueur de tennis espagnol.
- 4 juin : Park Yoo-chun, chanteur, rappeur, compositeur, parolier, mannequin et acteur sud-coréen membre du groupe TVXQ et JYJ
- 6 juin : Valerio Virga, footballeur italien.
- 7 juin : Gaby Blaaser, actrice néerlandaise.
- 9 juin : Amanda McGrory, athlète handisport américaine.
- 10 juin : Camille Lellouche, actrice, humoriste et chanteuse française.
- 11 juin
  - Hilda Tenorio, matadora mexicaine.
  - Shia LaBeouf, acteur, humoriste, réalisateur et producteur américain.
  - Sébastien Lecornu, homme politique français.
- 12 juin : Karen Aliprendi, femme politique monégasque.
- 13 juin :
  - Måns Zelmerlöw, auteur-compositeur-interprète, danseur, présentateur TV et mannequin suédois.
  - Mary Kate et Ashley Olsen, actrices et productrices américaines.
  - DJ Snake, DJ, compositeur, producteur et directeur artistique franco-algérien.
- 16 juin : 
  - Rafael Hettsheimeir, basketteur brésilien.
  - Chems Dahmani, acteur français.
  - Rodrigo Mancha, footballeur brésilien.
- 18 juin :
  - Fadima Diawara, femme d'affaires guinéenne.
  - Richard Gasquet, joueur de tennis français.
  - Richard Madden, acteur écossais.
- 21 juin :
  - Thomas Gamiette, footballeur français.
  - Cheik Tioté, footballeur ivoirien († 5 juin 2017).
- 23 juin :
  - Dora Diamant, figure française de la scène nocturne parisienne († 9 avril 2020).
  - Salwan Momika, militant irakien et critique de l'Islam († 29 janvier 2025).
- 24 juin :
  - Solange Knowles, actrice américaine.
  - Jessamyn Duke, lutteuse professionnelle américaine.
- 27 juin : Drake Bell, acteur, chanteur, compositeur américaine.
- 28 juin : 
  - Danilson da Cruz, footballeur cap-verdien.
  - Khaled Toubal, footballeur algérien.
- 30 juin : 
  - Alicia Fox, catcheuse américaine.
  - Arthur Jones, joueur américain de football américain.

## Juillet
- 2 juillet : Lindsay Lohan, actrice américaine.
- 3 juillet :
  - Tommy Hunter, joueur de baseball américain.
  - Felixia Yeap, mannequin malaisienne.
- 4 juillet : Takahisa Masuda, chanteur japonais.
- 5 juillet :
  - Adam Young, chanteur et musicien américain.
  - Piermario Morosini, footballeur italien († 14 avril 2012).
  - Laura Laune, humoriste, comédienne et musicienne belge.
- 7 juillet : McFly, vidéaste français.
- 8 juillet : Kenza Farah, chanteuse de R&B français.
- 9 juillet : Kiely Williams, actrice et chanteuse américaine.
- 11 juillet : Yoann Gourcuff, footballeur français.
- 12 juillet : Simone Laudehr, footballeuse allemande.
- 13 juillet : 
  - Pierrick Lilliu, chanteur de pop rock français.
  - Stanley Weber, acteur français.
- 14 juillet : Pelagueïa, chanteuse russe († 15 juillet 2022).
- 16 juillet : Timofeï Mozgov, joueur de basket-ball russe.
- 17 juillet : Brando Eaton, acteur américain.
- 18 juillet : Hitomi Tanaka, Gravure idol Japonaise.
- 21 juillet : Sofiane, rappeur français.
- 22 juillet : Thiego, footballeur brésilien († 28 novembre 2016).
- 28 juillet :
  - Alexandra Chando, actrice américaine.
  - Woynishet Girma, athlète éthiopienne.
  - Maxime Mermoz, joueur de rugby français.
  - Blandine Metala Epanga, lutteuse camerounaise.
- 29 juillet : Eléonore Darmon, violoniste française.

## Août
- 1er août : Elijah Kelley, acteur américain.
- 3 août : Charlotte Casiraghi, fille de la princesse Caroline de Monaco.
- 5 août : Paula Creamer, golfeuse américaine.
- 8 août : Charlotte Stokely, actrice américaine de films pornographiques.
- 12 août : Electra et Elise Avellán, actrices vénézuélienne.
- 13 août : Angélique Quessandier, judokate française.
- 16 août : 
  - Sarah Pavan, volleyeuse et beach-volleyeuse canadienne.
  - Shawn Pyfrom, acteur américain.
- 17 août : Sam Mehran (en), chanteur et musicien américano-iranien († 29 juillet 2018).
- 21 août :
  - Usain Bolt, sprinteur jamaïcain.
  - Miss Mahop, présentatrice camerounaise.
  - Geovanny Vicente Romero, avocat, chroniqueur dominicain.
- 22 août : Benjamin Satterly, catcheur britannique employé par la WWE.
- 25 août : Karolína Pelendrítou, nageuse handisport chypriote.
- 26 août :
  - Cassie, chanteuse américaine de Rn'b.
  - Tommy Hanson, joueur de baseball américain († 9 novembre 2015).
- 28 août : 
  - Gilad Shalit, soldat franco-israélien.
  - Florence Welch, chanteuse du groupe anglais Florence and the Machine.
- 29 août :
  - Lea Michele, actrice, chanteuse et mannequin américaine.
  - Zhang Bian, pongiste chinoise.
- 30 août : 
  - Jawad Bendaoud surnommé « le logeur de Daech », criminel franco-marocain.
  - Ryan Ross, guitariste anglais de Panic! At The Disco.
  - Carlito, vidéaste français.
- 31 août : Melanie Wright, nageuse australienne.

## Septembre
- 1er septembre : 
  - Gaël Monfils, joueur de tennis français.
  - Stella Mwangi, chanteuse norvégienne et kényane.
- 2 septembre : 
  - Matthias Bühler, athlète allemand.
  - Evan Crawford, lanceur américain.
- 3 septembre : Brandon Beachy, lanceur américain.
- 4 septembre : Ayumi Kaihori, footballeuse japonaise.
- 5 septembre : 
  - Rogier Hofman, joueur néerlandais de hockey sur gazon.
  - Francis Ngannou, pratiquant camerounais d'arts martiaux mixtes.
- 6 septembre : 
  - Alexander Grimm, rameur allemand.
  - Brahim Zaibat, danseur de break dance et chorégraphe français.
- 7 septembre : Andrew MacDonald, joueur de hockey sur glace canadien.
- 8 septembre : 
  - Eden Ben Basat, footballeur israélien.
  - Jeff Panacloc, ventriloque français.
- 9 septembre : 
  - Daniel Bailey, athlète antiguais.
  - Jason Lamy-Chappuis, spécialiste du combiné nordique.
- 10 septembre : Francis Litsingi, footballeur congolais.
- 11 septembre : Ben Scrivens, joueur de hockey canadien.
- 12 septembre :
  - Emmy Rossum, actrice et chanteuse américaine.
  - Alfie Allen, acteur anglais.
  - Oula A. Alrifai, militante pour la démocratie syrienne.
- 14 septembre : 
  - David Desharnais, joueur de hockey québécois.
  - Michelle Jenner, actrice espagnole.
  - Ai Takahashi, chanteuse, actrice et ex-idole japonaise.
- 15 septembre : Jenna Marbles, youtubeuse américaine.
- 16 septembre : Claire Saffitz, youtubeuse culinaire américaine.
- 17 septembre : Sophie, musicienne britannique († 30 janvier 2021).
- 18 septembre : 
  - Mathieu Aubin, joueur de hockey sur glace canadien.
  - Renaud Lavillenie, athlète français.
- 19 septembre : 
  - Leon Best, footballeur irlandais.
  - Gerald Ciolek, coureur cycliste polonais.
  - Omar Khadr, criminel canadien.
- 21 septembre : Lindsey Stirling, violoniste américaine.
- 22 septembre : 
  - Manon André, joueuse de rugby française.
  - Chris Campbell, joueur américain de football américain.
  - Yassine Chikhaoui, footballeur tunisien.
- 23 septembre :
  - Dalila Nesci, femme politique italienne.
  - Kaylee Defer, actrice américaine.
  - Owlle, chanteuse française.
- 25 septembre : Ryu Jun-yeol, acteur sud-coréen.
- 26 septembre :
  - Evelina Cabrera, entraîneuse et dirigeante argentine de football.
  - Sean Doolittle, lanceur américain.
  - Richard Jones, footballeur anglais.
- 27 septembre : Yasmin Knock, chanteuse allemande.
- 28 septembre : Andrés Guardado, footballeur mexicain.
- 30 septembre : 
  - Olivier Giroud, footballeur français.
  - Ki Hong Lee, acteur américain.
  - Takahiro Nishijima, chanteur japonais.

## Octobre
- 1er octobre : 
  - Jurnee Smollett-Bell, actrice américaine.
  - Sayaka Kanda, chanteuse et actrice japonaise († 18 décembre 2021).
- 2 octobre : Camilla Belle, actrice américaine.
- 3 octobre : Shirley Souagnon, comédienne et humoriste franco-ivoirienne.
- 4 octobre : Sara Forestier, actrice française.
- 6 octobre : Eom Hong-sik (Yoo Ah-in), acteur et directeur artistique sud-coréen.
- 7 octobre : Celeste Bonin, catcheuse américaine.
- 9 octobre : Laure Manaudou, nageuse française.
- 10 octobre : 
  - Pierre Rolland, coureur cycliste français.
  - Stephanie Labbé, footballeuse canadienne.
- 11 octobre : Paul Taylor, humoriste britannico-irlandais.
- 12 octobre : 
  - Tyler Blackburn, acteur américain.
  - Li Wenliang, médecin chinois († 7 février 2020).
- 13 octobre : Eva Berberian, mannequin, animatrice TV, styliste, actrice, auteur-compositeur-interprète française.
- 14 octobre : Azusa Iwashimizu, footballeuse japonaise.
- 16 octobre : Inna, chanteuse de dance-pop et danseuse roumaine.
- 17 octobre : 
  - Sarah Bouhaddi, footballeuse française.
  - Mohombi, chanteur, danseur, producteur, compositeur et auteur de pop et de musique africaine congo-suédois.
- 22 octobre : Kyle Gallner, acteur américain.
- 23 octobre :
  - Emilia Clarke, actrice britannique.
  - Meg Emmerich, judokate handisport brésilienne.
  - Jessica Stroup, actrice américaine.
- 24 octobre : 
  - Guillaume Chaine, judoka français.
  - Drake, rappeur et acteur canadien.
- 27 octobre :
  - Betta Edu, femme politique nigériane.
  - Alba Flores, actrice espagnole.
- 31 octobre : Djo Kazadi Ngeleka, comédien, metteur en scène, auteur et humoriste congolais.

## Novembre
- 1er novembre :
  - Kristina Akheeva, mannequin et actrice australienne.
  - Penn Badgley, acteur américain.
- 2 novembre : Yurizan Beltran, actrice de films pornographiques américaine † 13 décembre 2017).
- 4 novembre :
  - Alexz Johnson, actrice canadienne.
  - Kirsty Yallop, footballeuse néo-zélandaise.
- 5 novembre :
  - Alexander Wolfe, catcheur allemand.
  - Pierre Croce, humoriste et vidéaste français.
  - Bo Ah-young (ou BoA), autrice-compositrice sud-coréenne.
  - Ian Mahinmi, joueur de basket-ball franco-béninois.
- 6 novembre : Bhavina Patel, pongiste indienne.
- 7 novembre : Joelle Murray, footballeuse écossaise.
- 8 novembre : Aaron Swartz, informaticien, écrivain, militant politique et hacktiviste américain († 11 janvier 2013).
- 10 novembre : 
  - Paul Babangu, homme politique de la République démocratique du Congo.
  - Josh Peck, acteur américain.
  - Ilías Iliádis, judoka grec.
- 11 novembre : 
  - François Trinh-Duc, joueur de rugby à XV français.
  - Jon Batiste, musicien américain
- 13 novembre : Moon Chae-won, actrice sud-coréenne.
- 15 novembre :
  - Anouk Dekker, footballeuse néerlandaise.
  - Sania Mirza, joueuse de tennis indienne.
  - Nolito, footballeur espagnol.
- 16 novembre : Maxime Médard, joueur de rugby à XV français.
- 17 novembre :
  - Nani, footballeur international portugais.
  - Alexis Vastine, boxeur français († 9 mars 2015).
- 19 novembre : Nicolette Shea, actrice pornographique américaine.
- 20 novembre : Oliver Sykes, chanteur anglais de Bring Me the Horizon.
- 23 novembre : 
  - Alexandra Rosenfeld, Miss France 2006, Miss Europe 2006.
  - Handgod Abraham, poète haïtien.
- 30 novembre : Jordan Farmar, joueur de basket-ball américain.

## Décembre
- 1er décembre : 
  - Zhe Cui, haltérophile chinoise.
  - Andrew Tate, kickboxeur britannico-américain et personnalité en ligne.
- 2 décembre : Kyle Cumiskey, joueur de hockey sur glace canadien.
- 5 décembre : Marlijn Binnendijk, coureuse cycliste néerlandaise.
- 6 décembre : Oluwa Kêmy, chanteuse béninoise.
- 7 décembre : Jakov Milatović, homme politique monténégrin.
- 8 décembre : 
  - Kate Voegele, actrice et chanteuse américaine.
  - Enzo Amore, catcheur professionnel américain.
  - Gray, chanteur sud-coréen.
- 10 décembre : 
  - Matt Clark, joueur de premier but.
  - Dane Coles, joueur de rugby néo-zélandais.
  - Natti Natasha, auteur-compositeur-interprète de reggaeton dominicaine.
- 12 décembre :
  - Katrina Patchett, danseuse australienne.
  - Qri, actrice et chanteuse sud-coréenne (T-ara).
  - Reykon, chanteur colombien.
- 13 décembre : 
  - Dennis Bermudez, combattant américain.
  - McCall Zerboni (en), footballeuse américaine.
- 15 décembre : 
  - Sayaka Aoki, athlète japonaise.
  - Xiah Junsu, chanteur, auteur-compositeur-interprète, acteur et danseur sud-coréen, membre du groupe TVXQ et JYJ.
  - Keylor Navas, joueur de football costaricain.
- 16 décembre : 
  - Jason Burnett, athlète canadien.
  - Alcides Escobar, joueur d'arrêt-court.
- 17 décembre : 
  - Emma Bell, actrice américaine.
  - Simon Harris, homme d'État irlandais.
- 20 décembre : Derek Dorsett, joueur de hockey sur glace canadien.
- 21 décembre : Yvonne Coldeweijer, actrice, auteure-compositrice-interprète, présentatrice et blogueuse néerlandaise.
- 22 décembre :
  - Miguel Bonnefoy, écrivain franco-vénézuélien.
  - Arianne Caoili, joueuse d'échecs et danseuse australienne d'origine philippine († 30 mars 2020).
- 23 décembre : 
  - Balázs Dzsudzsák, footballeur hongrois.
  - Swagg Man, rappeur français d'origine tunisienne et brésilienne.
- 24 décembre : 
  - Kyrylo Fesenko, joueur ukrainien de basket-ball.
  - Upiak Isil, chanteuse indonésien.
- 26 décembre :
  - Hugo Lloris, footballeur français.
  - Kit Harington, acteur et producteur britannique.
  - Ademo (Tarik Andrieu), rappeur français.
- 27 décembre : 
  - Andy Raconte, youtubeuse française.
  - Chris Rörland : guitariste suédois.
  - Sandra Auffarth, cavalière allemande.
  - Shelly-Ann Fraser-Pryce, athlète jamaïcaine.
  - Torah Bright, snowboardeuse australienne.
- 28 décembre : Bocundji Ca, footballeur bissau-guinéen.
- 29 décembre : 
  - Cecilia Carranza Saroli, skipper argentine.
  - Khin Hnin Kyi Thar, journaliste et philanthrope birmane.
- 30 décembre : 
  - Marcelo Díaz, footballeur chilien.
  - Ellie Goulding, chanteuse anglaise.

## Date inconnue
- Katya Aragão, cinéaste santoméenne.
- Laetitia Boqui-Queni, auteure française de langue créole.
- Clémence Dumas-Côté, poétesse québécoise.
- Samuele Mandeville, auteure-compositrice-interprète canadienne.
- Isabella Maya, actrice ivoirienne.
- Anta Babacar Ngom, entrepreneure sénégalaise.
- Frances Takyi-Mensah, reine de beauté ghanéenne.
- Jean-Jacques Lumumba, banquier et lanceur d'alerte congolais.
- Jane MacArthur, physicienne britannique.
- Roméo Mivekannin, Artiste béninois.
- Mdou Moctar, musicien nigérien.
- Simone Bacci, professeur agrégé d'italien, interprète de conférence et chercheur en linguistique italien.
- Fleur Oury, autrice et illustratrice jeunesse française.